# Ignacy Jerzy II
Ignacy Jerzy II (ur. ?, zm. ?) – w latach 1687–1708 105. syryjsko-prawosławny Patriarcha Antiochii. 